# Concrete poëzie

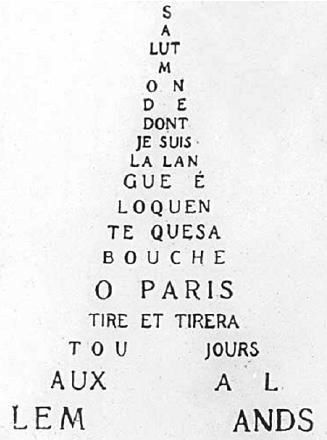
Guillaume Apollinaire, Eiffeltoren

Concrete poëzie is een moderne poëzievorm waarin gevoelens of gedachten niet op de gewone talige wijze worden uitgedrukt, maar door een bijzondere klank- of grafische vorm te creëren.
Bij een combinatie van poëzie en muziek spreekt men van auditieve of fonetische poëzie en bij een vermenging van tekst en grafiek van visuele poëzie of ook wel poëtische typografie. Lettertype en lettergrootte, de schikking van de woorden op het blad worden drager van de boodschap. Concrete poëzie maakt alleen gebruik van taal- en typografische elementen, terwijl visuele of visieve poëzie (in het Italiaans poesia visiva genoemd) bestaat uit een collage van knipsels, foto's en taalelementen.
Hoewel de oorsprong van concrete en visuele poëzie ver in de literatuurgeschiedenis teruggaat (bijvoorbeeld antieke en barokke figuurgedichten, de Calligrammes van Guillaume Apollinaire), kwam het genre internationaal tot bloei in de jaren 1950-1960 (concrete poëzie), met uitbreiding naar visuele elementen in de jaren 1970. Enkele Nederlandse visuele dichters / poëtische typografen waren Maarten Mourik en Wally Elenbaas.
Daarna was het genre in de literatuur weinig productief meer; de procedés werden overgenomen door de reclame. Sinds de komst van elektronische poëzie op het web (of op cd-rom) experimenteren sommige dichters echter ook in hun 'gewone' poëzie weer met typografische middelen en het bewegen, verschijnen en verdwijnen van woorden of letters. Een voorbeeld hiervan in de Nederlandse literatuur zijn de bewegende gedichten van Tonnus Oosterhoff.
De bekendste voorloper van Nederlandstalige concrete poëzie is Boem paukeslag uit de bundel Bezette stad van Paul van Ostaijen. Het is nog niet echt een concreet gedicht, maar maakt gebruik van 'ritmische typografie'.

## Auteurs
- Guillaume Apollinaire
- Konrad Bayer
- Joan Brossa i Cuervo
- Augusto de Campos
- Haroldo de Campos
- Hans Clavin
- Eugen Gomringer
- Ferreira Gullar
- Vicente Huidobro
- Mark Insingel
- Stéphane Mallarmé
- Filippo Marinetti
- Christian Morgenstern
- Ernst Jandl
- Pierre Borgue
- Maarten Mourik
- Paul Van Ostaijen
- Dmitri Prigov
- Gerhard Rühm
- Paul de Vree